# Fritz Hass (Maler, 1902)
Fritz Hass (* 12. April 1902 in München; † 1994 ebenda) war ein deutscher Maler. Er galt als letzter Impressionist der Münchner Malschule.

## Leben
Fritz Hass war der Sohn des gleichnamigen Münchner Malers und Karikaturisten Fritz Hass, bei dem er seine erste künstlerische Ausbildung erhielt. Ab dem 27. April 1920 studierte er an der Akademie der Bildenden Künste München. Dort war er Schüler des Akademieprofessors Hermann Groeber.
Studienreisen führten ihn in die Niederlande, nach England, Frankreich, der Schweiz, Österreich und Italien.
Anschließend ließ er sich in München nieder, wo er ein großes Atelier in der Schraudolphstraße bezog, welches während der Luftangriffe auf München zerstört wurde.
Nach dem Zweiten Weltkrieg lebte und arbeitete er in Landsberg am Lech und in der Schweiz.
1970 kehrte er nach München zurück. Bis zu seinem Tod im hohen Alter von 92 Jahren war er künstlerisch tätig.

## Kunstschaffen
Anfangs machte sich Fritz Hass einen Namen als Porträtmaler. Er fertigte unter anderem Bildnisse von Prinz und Prinzessin Waldemar von Preußen sowie Albert Schweitzer. Später war die Landschaftsmalerei ein Schwerpunkt seines künstlerischen Schaffens. Seine Motive wählte er vorzugsweise in der bayerischen, schweizerischen und österreichischen Bergwelt sowie in der Gegend um den Chiemsee und um das Dachauer Moos. In seinem Spätwerk widmet er sich der Blumenmalerei.
Seine Bilder zeichnen sich durch impressionistische Leichtigkeit und sensibles Farbempfinden aus.